# Notiochelidon murina
A Notiochelidon murina a verébalakúak (Passeriformes) rendjébe, ezen belül a fecskefélék (Hirundinidae) családjába tartozó faj.

## Rendszerezése
A fajt John Cassin amerikai ornitológus írta le 1853-ban, a Petrochelidon nembe Petrochelidon murina néven. Besorolása vitatott egyes szervezetek az Orochelidon nembe sorolják Orochelidon murina néven.

### Alfajok
- Notiochelidon murina meridensis (J. T. Zimmer & Phelps, Sr, 1947) – nyugat-Venezuela;
- Notiochelidon murina murina (Cassin, 1853) – Kolumbia, Ecuador, Peru (Andok);
- Notiochelidon murina cyanodorsalis (Carriker, 1935) – dél-Peru, közép-Bolívia.

## Előfordulása
Dél-Amerikában az Andok hegységben, Bolívia, Ecuador, Kolumbia, Peru és Venezuela területén honos. A természetes élőhelye a szubtrópusi vagy trópusi hegyi esőerdők, füves puszták és cserjések, valamint szántóföldek és városi régiók. Állandó, nem vonuló faj.

## Megjelenése
Testhossza 14 centiméter, testtömege 12,5 gramm.

## Életmódja
Rovarokkal táplálkozik, melyet egyedül, párokban vagy kis csoportokban a levegőben kap el.

## Természetvédelmi helyzete
Az elterjedési területe rendkívül nagy, egyedszáma pedig stabil. A Természetvédelmi Világszövetség Vörös listáján nem fenyegetett fajként szerepel.

## Külső hivatkozások
- Képek az interneten a fajról
- Xeno-canto.org - a faj hangja és elterjedési területe